# Limenitis ximena
Limenitis ximena är en fjärilsart som beskrevs av Felder 1862. Limenitis ximena ingår i släktet Limenitis och familjen praktfjärilar. Inga underarter finns listade i Catalogue of Life.